# Calicorema
Calicorema là chi thực vật có hoa trong họ Amaranthaceae.